# 腺毛黄脉莓
腺毛黄脉莓（学名：Rubus xanthoneurus var. glandulosus）为蔷薇科悬钩子属下的一个变种。

## 扩展阅读
- 維基物種上的相關：腺毛黄脉莓